# Paktika
Paktika of Paktīkā (Perzisch: پکتیکا) is een van de 34 provincies van Afghanistan.

## Bestuurlijke indeling
De provincie Paktīkā is onderverdeeld in 19 districten:
- Barmal
- Dila
- Gayan
- Gomal
- Jani Khel
- Mata Khan
- Nika
- Omna
- Sar Hawza
- Sarobi
- Sharan
- Turwo
- Urgun
- Waza Khwa
- Wor Mamay
- Yahya Khel
- Yosuf Khel
- Zarghun Shahr
- Ziruk

Badakhshān · Bādghīs · Baghlān · Balkh · Bāmyān · Dāykundī · Farāh · Fāryāb · Ghaznī · Ghōr · Helmand · Herāt · Jowzjān · Kābul · Kandahār · Kāpīsā · Khōst · Kunar · Kunduz · Laghmān · Lōgar · Nangarhār · Nīmrōz · Nūristān · Paktiyā · Paktīkā · Panjshayr · Parwān · Samangān · Sar-e Pul · Takhār · Uruzgān · Wardak · Zābul